# Castelo Carsluith

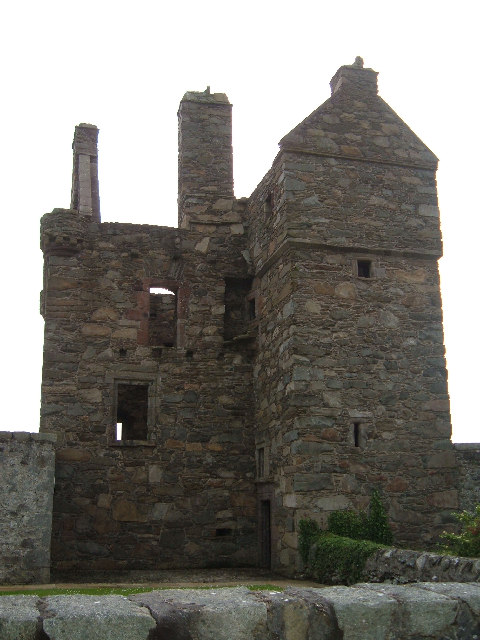
Castelo Carsluith, Escócia.

O Castelo Carsluith (em língua inglesa Carsluith Castle) é uma torre medieval localizada em Galloway, Escócia.
A torre foi protegida na categoria "A" do "listed building", em 4 de novembro de 1971.